# 保利艺术博物馆
39°56′00″N 116°25′46″E / 39.9332369°N 116.4294380°E
保利艺术博物馆（英語：Poly Art Museum），位于北京市东城区朝阳门北大街1号新保利大厦9层、10层，是中国保利集团创办的博物馆。

## 简介
1998年12月，保利艺术博物馆经国家文物局和北京市文物局批准成立。1999年12月建成开放。该馆是中华人民共和国第一家由大型国有企业兴办的博物馆。
该馆馆藏由青铜器、石刻像两部分组成，大部分是中国保利集团自海外购得。保利艺术博物馆现设有两个专题陈列：“中国古代青铜艺术珍品陈列”展出青铜器100多件（组）；“中国古代石刻造像精品陈列”展出石刻40多件。
2000年5月，中国保利集团将圆明园十二生肖兽首铜像中的牛首、猴首、虎首铜像购回中国，引起舆论广泛好评。三件铜像回到中国后，中国保利集团先后组织在香港、北京、广州、上海等十多个大城市及台湾地区巡展，共计400多万人次观展。